# Yazıbelen, Selçuklu
Yazıbelen là một xã thuộc quận Selçuklu, tỉnh Konya, Thổ Nhĩ Kỳ. Dân số thời điểm năm 2011 là 239 người.